# Estat de Kassala
La wilaya o estat de Kassala (àrab: ولاية كسلا, wilāyat Kasalā) és una de les wilayes o estats que formen el Sudan. Té una superfície de 36.710 km² i una població estimada el 2000 de 1.400.0000. La capital és Kassala i altres ciutats destacades són Aroma, Hamishkoreb, i Khor Telkok.

## Geografia

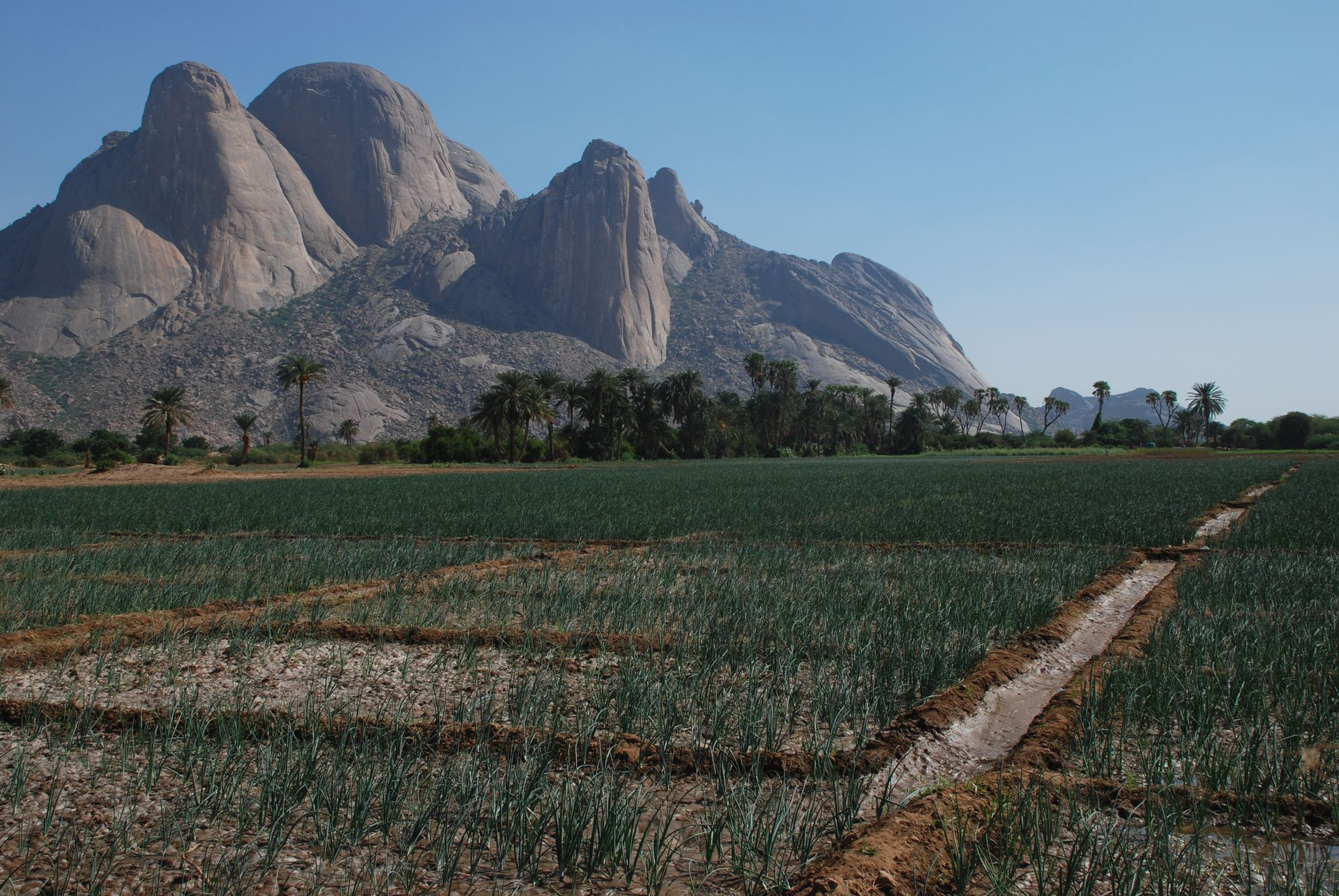
Muntanya de Totil

La gran província de Kassala estava dividida en cinc parts:
- al sud la regió d'al-Kallabat o Gallabat
- al nord de l'anterior la Butana, planta entre el Nil Blau, el Nil i Atbara, ciutat principal al-Kadarif (Gedaref)
- Atbay, a l'est i el nord de l'Atbara fins a les altures paral·leles a la mar Roja amb la subcomarca del delta del Kash (Gash) on hi ha el Djabal Kasala de 830 metres i la ciutat de Kassala (antiga al-Taka)
- La muntanya de la costa, amb la vila principal de Sinkat (bedja: Okak)
- La zona costanera plana amb els ports de Badi, Aydhab, Suakin i Port Sudan; la vila de Tukar o Tokar és al delta del Baraka.

L'estat actual només abraça una part d'aquesta província, la part central tocant a Eritrea

## Història
Era un territori tribal que va caure sota influència dels sultans funjs de Sennar al segle xvi. Hasan ibn Hassuna, net d'un emigrant magrebí, va establir una senyoria patriarcal a la comarca de la Butana dedicada a la ramaderia i l'exportació de cavalls al Sennar i altres regnes; la senyoria mantenia un petit exèrcit i un bon nombre d'esclaus. Hasan va morir el 1664/1665, i la sega nissaga va seguir al front com a vassalls de Sennar. Al final del segle xviii amb la desintegració del sultanat funj, la zona va passar a mans de la tribu dels shukriyya que van esdevenir el poder dominant a la Butana.
Al segle xviii un grup religios, els madjadhib, propagadors dels ensenyaments de la tarika shadhiliyya, es van establir a al-Damir i van estendre la seva influència sobre les tribus orientals; el viatger Burckhardt feia notar el 1814 que dominaven la regió amb seguretat i el trajecte entre al-Damir i Suakin es podia fer sense problemes. El 1822 el general egipciotomà Muhammad Bey Khusraw al-Daftardar va saquejar al-Damir; el cap dels madjadhib es va refugiar a Suakin, i la influència dels madjadhib sobre els grups handanduwa de la zona, abans llunyana, en va sortir reforçada
Els egipcis van iniciar la penetració el 1822. El 1823 van atacar als handanduwa i altre cop el 1831/1832, però no els van poder sotmetre fins al 1840 per obra del hükündar (governador general) Ahmed Pasha Abu Widan que va ocupar al-Taka on va establir una guarnició que fou la vila de Kassala. El seu successor Ahmad Manikli Pasha va aniquilar la resistència dels hadanduwa el 1844. En aquestos anys Uthman al-Mirghani va fundar una nova tarika, la khatmiyya, que el seu fill al-Hasan va fer popular entre els beges; el seu centre de propaganda fou al-Khatimiyya, prop de Kasala. Els ports de Masawa i Suakin foren concedits pels otomans a Muhammad Ali d'Egipte el 1846 com a batlle anual, però el 1849 van retornar al wilayat de l'Hedjaz. El 1864 va esclatar un motí de les tropes negres egípcies a Kasala i Hasan al-Mirghani va fer un important paper mediador en el seu final el 1865, any en què Masawa i Suakin foren conferits pel govern otomà, a títol vitalici, al kediv Ismail Pasha, concessió que va esdevenir hereditària el 1866. En aquest moment, degut a la guerra civil als Estats Units, el cotó havia pujat de preu i Ahmed Mumtaz Pasha, governador de Suakin, va fundar una plantació experimental de cotó a Tukar. Hasan al-Mirghani va morir a al-Khatimiyya el 1869. El 1870 Ahmed Mumtaz Pasha fou nomenat governador general del litoral de la mar Roja, de Suakin, Masawa, costa de Somàlia i d'al-Taka (Kassala), i va projectar desenvolupar el cotó a gran escala a tota la zona però la manca de mitjans la va fer impossible.
Durant la revolució mahdista, els beges van mostrar poc interès per les seves doctrines. Els shukiriyya de la Butana tenien bones relacions amb el govern d'Egipte i el seu cap (nazir) Awad al-Karim Ahmad Abu Sinn era lleial al govern egipci. El 1883 el Mahdi va enviar a la regió a Uthman ibn Abi Bakr Dikna al-Sawakini (conegut com a Osman Digna) d'una família notable de mercaders de Suakin, i d'ascendència en part bedja; la rivalitat entre els khatamiyya i els madjadhib li va valer l'aliança del xeic dels segons al-Tahi al-Tayyib al-Madjdhub, que va aportar als seus hadanduwa al moviment de Muhàmmad Àhmad. Revoltats, van assetjar Sinkat i Tukar i les van ocupar el febrer de 1884, però per ocupa Suakin, on hi havia oficials britànics en comandament, calien forces navals de les que Osman Digna no disposava. Les guarnicions egípcies del territori van ser eliminades: al-Kadarif va capitular l'abril del 1884 i Kassala el juliol de 1885 (després d'un llarg setge), i Kallabat i al-Djira, a la frontera amb Abissínia, foren evacuades. Els mahdistes van crear dos governs militars: un a Afafit, prop de Tukar, i un altre a Kallabat (després traslladat a al-Kadarif). Van esclatar dissensions entre Osman Digna i els seus partidaris beges i les forces militars d'àrabs. El gener de 1888 una expedició mahdista dirigida per Hamdan Abu Andja va entrar al Gondar (a Abissínia) on el negus Johannes IV va morir en la batalla de Kallabat (març) però la situació no va evolucionar posteriorment. Progressivament els britànics van passar al contraatac, i el febrer de 1891 van ocupar Afafit expulsant a Osman Digna, posant fi a l'amenaça sobre Suakin. El juliol de 1894 els italians, amb l'acord dels britànics, va ocupar Kassala, ciutat que van restituir a Egipte el desembre de 1897. El darrer contingent mahdista de la regió, a al-Kadarif, es va retirar dirigit per Ahmad Fadil i aquestes forces es van unir a les del khalifa Abdallahi després de la derrota a la batalla de Karari (setembre de 1898) i van lluitar i morir a Umm Diwaykarat el 24 de novembre de 1899

### Província de Kassala
La província de Kassala es va formar tot seguit sent la capital Kassala. La creació de Port Sudan (1906-1909) va suposar un cert desenvolupament per la zona. El 1930 fou fusionada a la província de la Mar Roja quedant amb una superfície de 334.331 km², amb una població al cens de 1956 de 941.039 habitants. No hi ha estadístiques conegudes anteriors a la II Guerra Mundial i la província va subsistir inalterada amb la independència de 1956.

### Regió de Kassala
L'1 de gener de 1973 es va dividir i es van formar dues províncies: la província de la Mar Roja i la de Kassala. L'1 de juliol de 1974 se li va segregar una part per formar (amb altres territoris procedents de la província del Nord) la província del Riu Nil i va quedar reduïda a 114.154 km², tenint al cens de 1976 una població d'1.512.335 habitants.

### Estat de Kassala i estat d'Ash-Sharqiyah
El 1980 Nimeiry va crear la regió de Kassala. El 1991 va ser oficialitzada la divisió en nou estats federats corresponents a les 8 regions més Khartum. La superfície anterior al 1974 va servir per a l'estat (1980-1994) que el 1991 es va rebatejar Ash Sharqiyah (Estat Oriental o Estat de l'Est), però el 14 de febrer de 1994 es va establir la divisió en 25 estats, i l'estat Oriental es va dividir en tres: estat de Kassala, estat de Gedarif i estat de la Mar Roja.
La superfície del nou estat de Kassala va passar a 36.710 km² amb una població estimada (el 2000) de 1.400,000 habitants. El 2005 l'estat de Kassala tenia 36.710 km² i 1.789.806 habitants.

## Governadors
- 1994 Abdul-Qasim Ibrahim
- 1994 Abdullah Siahmed (interí)
- 1994 al-Amin Daffala
- 1994 - 1997 Abu Mohammed
- 1997 - 2001 Ibrahim Hamid
- 2001 - 2003 Adam Hamid Musa
- 2003 - 2005 Faruq Hasan Muhammad Nur
- 2005 - 2008 Ibrahim Mahmoud Hamid
- 2008 - 2010 Salah Ali Adam
- Gener a maig del 2010 Ali Awad Musa (interí)
- 2010 - Mohammad Yousuf Adam Bashir